# Siège de Damas
Pour les articles homonymes, voir Siège de Damas.
Deuxième croisade
Batailles
- Dorylée
- Pisidie
- Damas
- Inab

Le siège de Damas eut lieu pendant la deuxième croisade. Il commença le 24 juillet 1148 et fut levé quatre jours plus tard. Ce siège fut le point final d'une défaite majeure des croisés et mena au démantèlement de la croisade.

## Seconde croisade

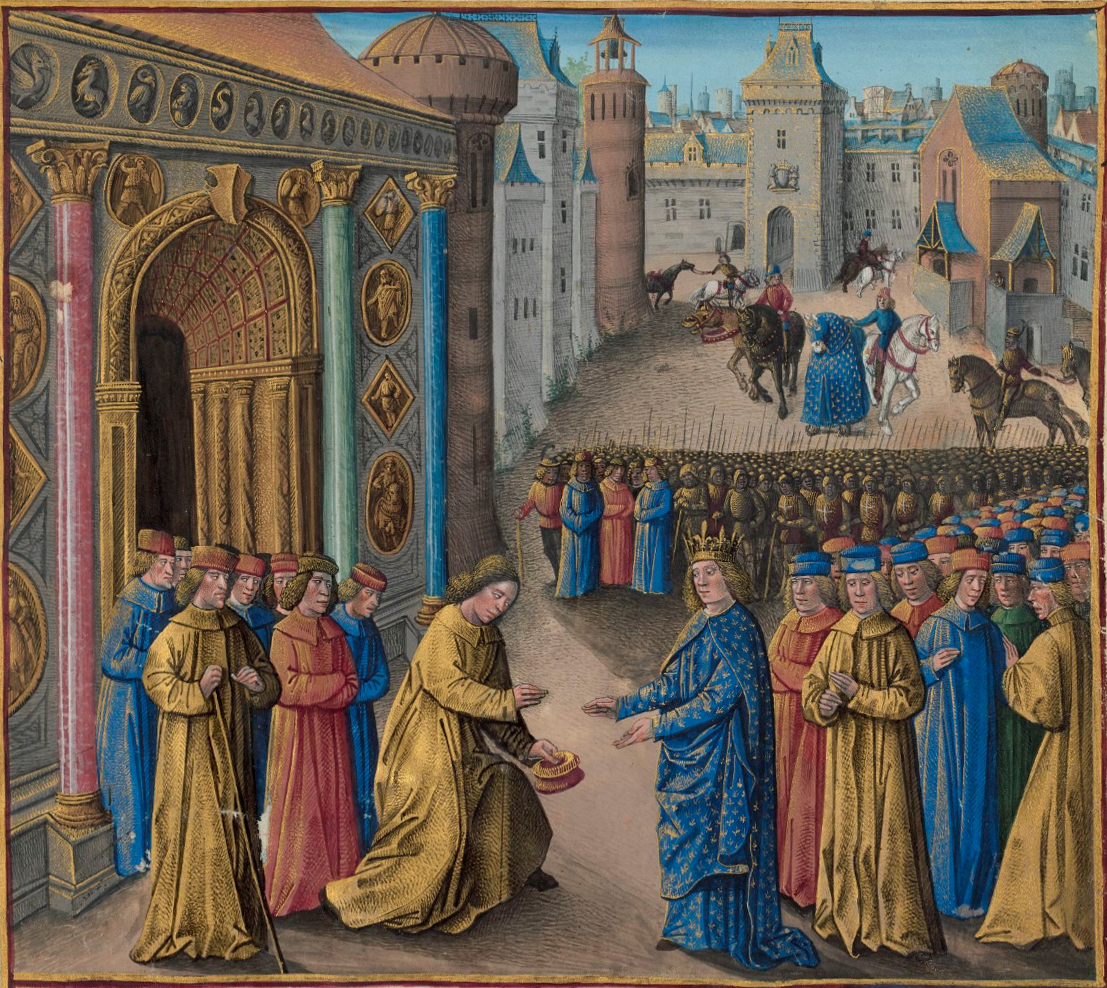
Raymond accueillant Louis VII le Jeune à Antioche. Miniature de Jean Colombe dans Passages d'outremer, vers 1474.

Les deux principaux contingents des forces chrétiennes ayant répondu aux appels du pape Eugène III et de Bernard de Clairvaux étaient menés par Louis VII et Conrad III de Hohenstaufen. Les forces de Conrad III incluaient Boleslas IV le Frisé et Vladislav II de Bohême, ainsi que son neveu Frédéric de Souabe qui allait devenir plus tard Frédéric Barberousse. L'appel à cette croisade était consécutif à la perte du comté d'Édesse le 24 décembre 1144. Les croisés traversèrent l'Europe pour arriver finalement à Constantinople en septembre et octobre 1147.
Les forces de Louis VII et Conrad III firent face à de nombreux revers tout au long de la traversée de l'Anatolie et la majeure partie de leurs armées fut détruite. À la suite de cela, Louis abandonna ses troupes et prit le bateau vers Antioche où vivait l'oncle de sa femme Aliénor d'Aquitaine, le prince Raymond d'Antioche. Ce dernier espérait de Louis un soutien militaire face aux turcs Seldjoukides qui menaçaient la principauté, mais Louis refusa et alla à Jérusalem afin d'honorer son vœu de croisade. Conrad, accablé par la maladie, allait déjà regagner Constantinople mais rejoignit pourtant Jérusalem quelques semaines plus tard, au début d'avril 1148. L'objectif premier de la croisade était Édesse mais, à Jérusalem, la cible choisie par Baudouin III et l'Ordre du Temple était Damas .

### Concile d'Acre
Le concile d'Acre fut formé à la demande de la haute cour de Jérusalem à Saint-Jean-d'Acre le 24 juin 1148. Ce fut la plus grande réunion dans l'histoire de cette cour : Conrad, Otton de Freising, Henri II d'Autriche, le futur Frédéric Barberousse et Guillaume V de Montferrat représentant le Saint-Empire romain germanique. Louis, Thierry d'Alsace, plusieurs ecclésiastes et des seigneurs séculiers représentant la France. De Jérusalem étaient présents le roi Baudouin III, la reine Mélisende, le patriarche Foucher, le maître de l'Ordre du Temple Robert de Craon, le maître de l'ordre de l'Hôpital Raymond du Puy, le connétable Manassès de Hierges, Onfroy II de Toron, Philippe de Milly, le seigneur de Césarée Gautier Ier de Grenier et Balian d'Ibelin.
Quelques-uns des barons natifs de Jérusalem pointèrent du doigt le fait qu'il serait irréfléchi d'attaquer Damas car les Bourides étaient leurs alliés contre les Zengides. Zengi assiégea la ville en 1140 et Mu'in ad-Din Unur, un mamelouk agissant en qualité de vizir pour le jeune Mujir ad-Din Abaq, négocia une alliance avec Jérusalem par l'entremise du chroniqueur Oussama Ibn Mounqidh. Conrad, Louis et Baudouin insistèrent car Damas était une ville sainte pour les chrétiens. À l'instar de Jérusalem et Antioche, ce serait une conquête notable aux yeux des Européens de confession chrétienne. En juillet, l'armée rassemblée à Tibériade, aux effectifs estimés à 50 000 hommes, se mit en marche vers Damas, longeant le Lac de Tibériade par Baniyas.
Un débat parmi les historiens vit le jour car certains considèrent que l'attaque de Damas était inévitable. Quelques historiens, tel que Martin Hoch, voient la campagne comme une décision logique et une conséquence de la politique étrangère de Damas s'alignant avec les Zengides. Le roi Baudouin III avait déjà lancé par le passé une attaque contre Damas pour capturer la ville et cela aurait aidé à déstabiliser les relations diplomatiques entre les Bourides et le royaume de Jérusalem.

### Fiasco à Damas

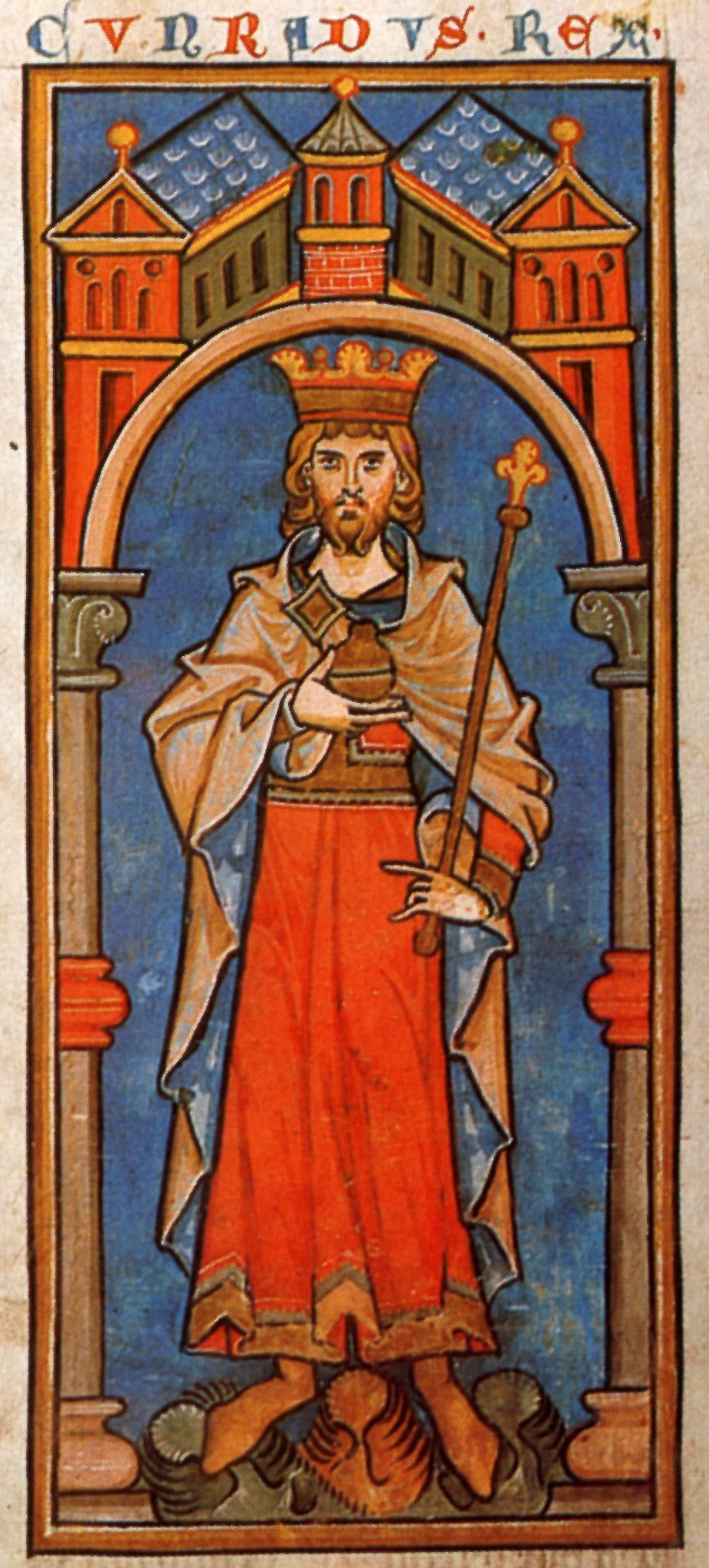
Le roi Conrad III, miniature du XIIIe siècle.

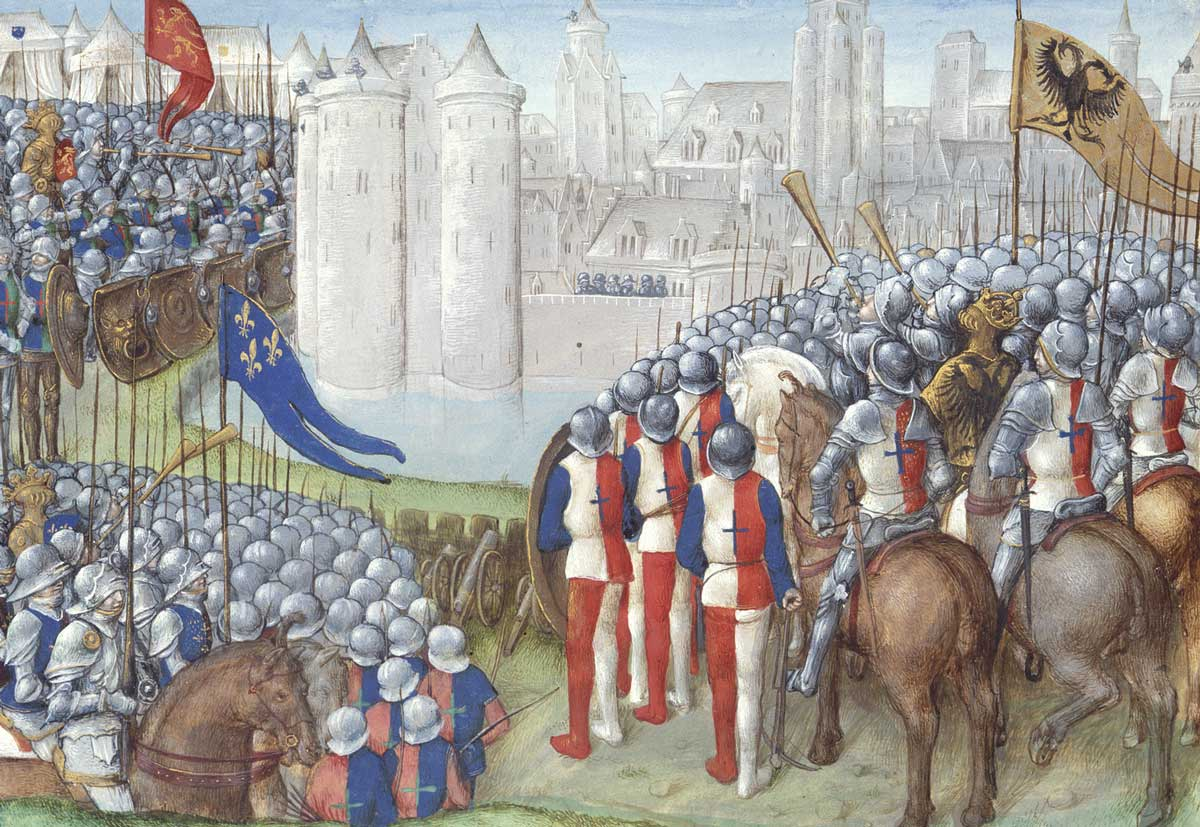
Siège de Damas, in Historia rerum in partibus transmarinis gestarum, vers 1479.

Les croisés décidèrent d'attaquer Damas par l'ouest, voulant disposer des vergers comme source d'approvisionnement. Ils arrivèrent à Darayya le 23 juillet, avec l'armée de Jérusalem en avant-garde, suivie par Louis et ensuite Conrad en arrière-garde. Les forces musulmanes étaient préparées à l'attaque et harassèrent l'armée croisée pendant son avancée à travers les vergers des alentours de Damas le 24 juillet. Les vergers étaient défendus par des tours et des murailles et les croisés étaient constamment visés par des flèches et des lances le long du chemin étroit sur lequel ils se trouvaient .
Grâce à une charge menée par Conrad, les croisés réussirent à avancer et à chasser les défenseurs derrière la rivière Barada et dans Damas. Étant arrivés au pied de la muraille de la cité, ils installèrent le siège immédiatement, utilisant le bois disponible dans les vergers. Dans Damas, les habitants barricadèrent les artères majeures, se préparant pour ce qu'ils voyaient comme un assaut inévitable. Unur, qui avait demandé de l'aide de la part de Saif ad-Din Ghazi I d'Alep et de Nur ad-Din de Mossoul, mena lui-même une charge contre le camp croisé. Les croisés furent repoussés vers les vergers où ils étaient de nouveau susceptibles de subir des embuscades. Selon Guillaume de Tyr, les croisés décidèrent le 27 juillet de se diriger vers les plaines situées à l'est de Damas, une zone moins fortifiée mais plus pauvre en ressources alimentaires.
Il y avait des dissensions dans les deux camps. Unur ne pouvait faire confiance à Saif ad-Din ou Nur ad-Din, craignant qu'ils prennent possession de la ville en retour de l'aide apportée. En ce qui concerne les croisés, ils ne s'entendaient pas sur celui qui allait prendre le contrôle de la ville en cas de victoire. Guy Ier Brisebarre, seigneur de Beyrouth, était le choix des barons locaux mais Thierry d'Alsace, le comte de Flandre, voulait la ville et était supporté par Baudouin, Louis et Conrad. Il a été rapporté par certains qu'Unur avait tenté de résoudre la situation de manière détournée, promettant également de briser son alliance avec Nur ad-Din si les croisés rebroussaient chemin. Cependant, Saif ad-Din et Nur ad-Din arrivèrent à Homs et entamèrent des négociations avec Unur à propos de la possession de Damas, ce que ni Unur ni les croisés ne souhaitaient. Apparemment, Saif ad-Din aurait également écrit aux croisés, leur intimant de rebrousser chemin au plus vite. Les renforts de Nur ad-Din leur coupant la route, il était impossible aux croisés de revenir à leur position initiale. Les chefs croisés locaux refusèrent de continuer le siège, forçant les trois rois à abandonner la ville. D'abord Conrad, puis le reste de l'armée, décidèrent de rentrer à Jérusalem le 28 juillet, devant subir le harcèlement des archers seldjoukides pendant toute la durée de leur retraite.

## Conséquences
Des dissensions apparurent parmi les forces croisées, chacun se sentant trahi par l'autre, et des rancœurs perdurèrent longtemps après ce cuisant échec. En effet, un nouveau plan fut échafaudé afin d'attaquer Ascalon mais il fut abandonné à cause du manque de confiance ambiant, résultant de l'échec précédent. À la suite de ces événements, Conrad retourna à Constantinople pour renforcer son alliance avec Manuel Ier Comnène.
Un autre résultat de cette croisade fut que Damas, ne faisant plus confiance aux croisés, passa dans les mains de Nur ad-Din en 1154. En Europe, Bernard de Clairvaux se sentit humilié par ce revers et, lorsqu'il vit que son appel à une nouvelle croisade échoua, il tenta de se désengager de l'échec de la deuxième croisade.